# Mark McKenzie
Mark McKenzie, né le 25 février 1999 dans le Bronx à New York, est un joueur international américain de soccer, qui joue au poste de défenseur central au Toulouse FC.

## Biographie

### En club

#### Philadelphia Union (2018-2020)
Né dans le Bronx, à New York aux États-Unis, Mark McKenzie est formé par le Union de Philadelphie où il joue avec les équipes de jeunes puis avec l'équipe réserve. Le 18 janvier 2018 il signe son premier contrat avec le club.
Le 14 avril 2018, McKenzie joue son premier match avec l'équipe première à l'occasion d'une rencontre de Major League Soccer face à Orlando City lors de la saison 2018. Son équipe s'incline sur le score de deux buts à zéro ce jour-là. Participant à vingt rencontres lors de sa première saison en MLS, il est nommé au titre de recrue de l'année en MLS mais n'est pas désigné récipiendaire. En manque de temps de jeu au début de la saison 2019, il participe à plusieurs rencontres avec l'équipe réserve avant de s'imposer dans la défense centrale du Union à partir de la fin de l'été. C'est finalement en 2020 que McKenzie devient un élément important de son équipe et l'un des meilleurs défenseurs centraux de la ligue.

#### KRC Genk (2021-2024)
Ses performances en Major League Soccer retiennent l'attention de plusieurs clubs européens, notamment anglais et allemands, à l'issue de la saison 2020, mais il est finalement transféré le 7 janvier 2021 au KRC Genk, qui évolue alors dans le championnat belge de première division, pour un montant de six millions de dollars (plus d'éventuels bonus), avec un contrat courant jusqu'en 2025.
McKenzie joue son premier match pour Genk le 24 janvier 2021, lors d'une rencontre de championnat face au Club Bruges KV. Il est titularisé mais ne peut empêcher la défaite de son équipe (3-2 score final).

#### Toulouse FC (depuis 2024)
Le 16 août 2024, le joueur rejoint officiellement le Toulouse FC, alors en Ligue 1 pour un contrat de trois ans et un transfert estimé aux alentours de 3M€ (plus 10% à la revente pour le KRC Genk).

### En sélection
Mark McKenzie est sélectionné avec l'équipe des États-Unis des moins de 20 ans pour participer au championnat de la CONCACAF des moins de 20 ans en 2018. Lors de cette compétition organisée dans son pays natal, il est titulaire en défense centrale et se met en évidence en inscrivant trois buts. Il joue la finale de cette compétition remportée par deux buts à zéro face au Mexique.
Avec cette même sélection il participe à la Coupe du monde des moins de 20 ans en 2019, qui se déroule en Pologne. Il joue trois matchs lors de ce tournoi et les jeunes américains se hissent jusqu'en quarts de finale.
Le 20 décembre 2018 il reçoit sa première convocation avec l'équipe nationale des États-Unis pour un match amical face au Panama mais il reste cependant sur le banc sans entrer en jeu. Il honore finalement sa première sélection avec l'équipe nationale des États-Unis pour un match face au Costa Rica le 1er février 2020. Il entre en jeu et son équipe s'impose sur le score de un but à zéro.

## Palmarès
| Union de Philadelphie (1)                 | KRC Genk (1)                             | États-Unis -20 ans (1)                                    | États-Unis (1)                                          |
| ----------------------------------------- | ---------------------------------------- | --------------------------------------------------------- | ------------------------------------------------------- |
| - Supporters' Shield : - Vainqueur : 2020 | - Coupe de Belgique : - Vainqueur : 2021 | - Championnat de la CONCACAF -20 ans : - Vainqueur : 2018 | - Ligue des nations de la CONCACAF : - Vainqueur : 2020 |

## Statistiques
| Saison                | Club                  | Championnat           | Championnat | Championnat | Coupe(s) nationale(s) | Coupe(s) nationale(s) | Supercoupe | Supercoupe | Compétition(s) continentale(s) | Compétition(s) continentale(s) | Compétition(s) continentale(s) | Séries | Séries | États-Unis | États-Unis | Total | Total |
| Saison                | Club                  | Division              | M.          | B.          | M.                    | B.                    | M.         | B.         | Comp.                          | M.                             | B.                             | M.     | B.     | M.         | B.         | M.    | B.    |
| 2018                  | Union de Philadelphie | MLS                   | 19          | 0           | 3                     | 0                     | -          | -          | -                              | -                              | -                              | 1      | 0      | -          | -          | 23    | 0     |
| 2019                  | Union de Philadelphie | MLS                   | 7           | 0           | 1                     | 0                     | -          | -          | -                              | -                              | -                              | 2      | 0      | -          | -          | 10    | 0     |
| 2020                  | Union de Philadelphie | MLS                   | 25          | 2           | -                     | -                     | -          | -          | -                              | -                              | -                              | 1      | 0      | 2          | 0          | 28    | 2     |
| Sous-total            | Sous-total            | Sous-total            | 51          | 2           | 4                     | 0                     | -          | -          | -                              | -                              | -                              | 4      | 0      | 2          | 0          | 61    | 2     |
| 2020-2021             | KRC Genk              | Division 1A           | 13          | 0           | 3                     | 0                     | -          | -          | -                              | -                              | -                              | -      | -      | 4          | 0          | 20    | 0     |
| 2021-2022             | KRC Genk              | Division 1A           | 22          | 0           | 2                     | 0                     | 1          | 0          | C1+C3                          | 0+3                            | 0                              | -      | -      | 2          | 0          | 30    | 0     |
| 2022-2023             | KRC Genk              | Division 1A           | 36          | 4           | 3                     | 0                     | -          | -          | -                              | -                              | -                              | -      | -      | 3          | 0          | 42    | 4     |
| 2023-2024             | KRC Genk              | Division 1A           | 32          | 0           | 2                     | 0                     | -          | -          | C1+C3+C4                       | 2+2+6                          | 0                              | -      | -      | 2          | 0          | 46    | 0     |
| 2024-2025             | KRC Genk              | Division 1A           | 1           | 0           | -                     | -                     | -          | -          | -                              | -                              | -                              | -      | -      | -          | -          | 1     | 0     |
| Sous-total            | Sous-total            | Sous-total            | 104         | 4           | 10                    | 0                     | 1          | 0          | -                              | 13                             | 0                              | -      | -      | 11         | 0          | 139   | 4     |
| 2024-2025             | Toulouse FC           | Ligue 1               | 30          | 1           | 3                     | 0                     | -          | -          | -                              | -                              | -                              | -      | -      | 8          | 0          | 41    | 1     |
| Total sur la carrière | Total sur la carrière | Total sur la carrière | 185         | 7           | 17                    | 0                     | 1          | 0          | -                              | 13                             | 0                              | 4      | 0      | 20         | 0          | 240   | 7     |